# Jacaranda caerulea
Jacaranda caerulea là một loài thực vật có hoa trong họ Chùm ớt. Loài này được (L.) Juss. mô tả khoa học đầu tiên năm 1789.